# Турфанска падина
Турфанската падина (на китайски: 吐魯番盆地; на пинин: Tǔlǔfān péndi) е тектонска падина в Западен Китай, в Синдзян-уйгурския автономен регион. Разположена е в източните части на планината Тяншан, между хребетите Джаргес и Богдошан на север и Бортоула и Чолтаг на юг. Дължина от изток на запад около 200 km, ширина около 70 km. Тя е третата по дълбочина депресия (след Мъртво море и Асалското езеро) с минимална надморска височина -154 m.  Изградена е предимно от пясъчно-глиненсти наслаги с мезозойска и кайнозойска възраст. На дъното ѝ се намира обширен солончак с горчиво-соленото езеро Айдънкьол (Боджантекул). Климатът е рязко континентален, с горещо лято (най-горещото и сухо място в Китай) със средна юлска температура 33°С (максимална 47,6°С) и студена зима със средна януарска температура -9,6° С. Годишна сума на валежите около 20 mm. Естествена растителност има само по долините на временните реки – селитрянка (Nitraria), камилска трева и др. Развито е изкуственото напояване с плитко залягащи грунтови води, на базата на което и на подходящия климат е добре развито производство на плодове с високо захарно съдържание като праскова, смокиня, круша, и др. Отглеждат се и около 100 вида различни видове лозови насаждения. По северната ѝ периферия са разположени няколко оазиса, най-значим сред които е Турфан. За първи път падината е научно изследвана от видния руски географ Григорий Ефимович Грум-Гржимайло през 1889 г.